# Jambrek
Jambrek je priimek v Sloveniji, ki ga je po podatkih Statističnega urada Republike Slovenije na dan 1. januarja 2010 uporabljalo 31 oseb.

## Znani nosilci priimka
- Boštjan Miha Jambrek (*1973), scenarist, filmski režiser. publicist
- Jerneja Jambrek Varga (*1960), kostumografinja
- Marija Kobi (Jambrek) (1929—2010), kostumografinja
- Mojca Jambrek-Herzog, arhitektka
- Peter Jambrek (*1940), sociolog, pravnik, ustavni sodnik in politik
- Polona Jambrek, TV-voditeljica